# Chorodna
Chorodna is een geslacht van vlinders van de familie spanners (Geometridae), uit de onderfamilie Ennominae.

## Soorten
- C. adumbrata Moore, 1887
- C. complicataria Walker, 1860
- C. erebusaria Walker, 1860
- C. metaphaeria Walker, 1862
- C. ochreimacula Prout, 1914
- C. pallidularia Moore, 1867
- C. testaceata Moore, 1867
- C. vulpinaria Moore, 1867